# Trattato di Parigi (1898)
Il trattato di Parigi del 1898 fu un trattato firmato da Spagna e Stati Uniti il 10 dicembre 1898.
Il trattato fu firmato a Parigi il 10 dicembre 1898, nonostante le ostilità fossero già cessate il 12 agosto. Fu ratificato dal Senato degli Stati Uniti il 6 febbraio 1899 ed entrò in vigore l'11 aprile dello stesso anno. Alle trattative i cubani parteciparono solo come osservatori.
Pose fine alla guerra ispano-americana, impose alla Spagna la rinuncia a tutte le pretese di sovranità su Cuba, oltre che la cessione di Porto Rico, di Guam e delle Filippine, che furono integrate dagli Stati Uniti.
È considerato da molti storici l'inizio della grande potenza statunitense e del declino della Spagna a livello di potenza coloniale.

## Disposizioni
Il trattato conteneva diciassette articoli che affrontavano le seguenti questioni:
1. Rinuncia spagnola alla pretesa di sovranità su Cuba e occupazione dell'isola da parte degli Stati Uniti
2. Cessione spagnola di Porto Rico e Guam agli Stati Uniti
3. Cessione spagnola delle Filippine agli Stati Uniti per un pagamento di 20 milioni di $
4. Pari trattamento delle navi mercantili spagnole e statunitensi nelle Filippine
5. Rimpatrio dei soldati e marinai spagnoli catturati a Manila; evacuazione delle forze spagnole dalle Filippine e da Guam; destino delle armi, attrezzature e forniture spagnole
6. Liberazione di tutti i prigionieri detenuti dalla Spagna, dagli Stati Uniti e dalle forze ribelli
7. Rinuncia di entrambe le parti a qualsiasi richiesta di risarcimento dei danni
8. Destino dei forti e delle altre installazioni permanenti, archivi e beni personali
9. Diritti dei cittadini spagnoli e delle popolazioni autoctone nelle terre cedute
10. Libertà di religione
11. Amministrazione della giustizia nei territori ceduti
12. Procedimenti giudiziari
13. Diritti d'autore, brevetti e opere artistiche
14. Possibilità spagnola di nominare uffici consolari
15. Diritti delle navi mercantili
16. Condizione di Cuba dopo l'occupazione statunitense
17. Ratifica del Trattato

## Conseguenze
La vittoria nella guerra ispano-americana trasformò gli Stati Uniti in una potenza mondiale. Grazie al conseguimento di Guam, di Porto Rico e delle Filippine ampliarono il proprio dominio economico nel Pacifico. Inoltre, il ruolo significativo di McKinley nel portare avanti la ratifica del trattato pose le basi per un ruolo presidenziale ancora oggi più incisivo.
L'occupazione militare statunitense ebbe forti ripercussioni nelle Filippine, dove le rivolte contro l'occupazione degli Stati Uniti, iniziate il 4 febbraio 1899, superarono in intensità i combattimenti appena conclusi contro gli spagnoli e sfociarono a breve nella guerra filippino-statunitense.
L'emendamento Platt permise alle forze statunitensi di proseguire la loro occupazione di Cuba senza una formale annessione, in contrasto con le promesse fatte durante la guerra e i negoziati di pace. Per mantenere l'egemonia, il governo degli Stati Uniti diffuse l'idea che il popolo cubano fosse impreparato all'autogoverno. Nel complesso, quelle occupazioni contribuirono notevolmente al crescente ruolo economico degli Stati Uniti a livello internazionale.